# A Volta ao Mundo em 80 Dias
A Volta ao Mundo em 80 Dias (Le tour du monde en quatre-vingts jours, em francês) é um romance de aventura escrito pelo francês Júlio Verne e lançado em 1873. A obra retrata a tentativa do cavalheiro inglês Phileas Fogg e seu empregado, Passepartout, de dar a volta no mundo em 80 dias. É considerada uma das maiores obras da literatura mundial, tendo inspirado várias adaptações ao cinema e ao teatro.

## Personagens principais
Mr. Phileas Fogg: cavalheiro inglês, rico e enigmático, que morava em Londres. Ele tinha uma rotina inalterável: acordava às 8h da manhã, fazia a barba às 9h37 e partia para o clube reformador para ler o jornal
Jean Passepartout: criado francês recém-contratado por Phileas Fogg, que o acompanha em sua volta ao mundo. Nas versões brasileiras, também é chamado de "Fura-Vidas" ou "Faz-Tudo".
Detetive Fix: inspetor de polícia britânico que, após ver que a descrição do autor de um assalto ao Banco da Inglaterra se enquadra com a de Phileas Fogg, vai persegui-lo por todos os países tentando capturá-lo.
Sra. Aouda: é uma jovem indiana Parse de uma beleza europeia e muito agradável que foi salva por Phileas Fogg e Passepartout da morte durante a passagem dos dois pela Índia. Ela segue com eles pelo restante da jornada.

## Enredo
Phileas Fogg é um senhor inglês, um tanto quanto solitário e sereno, que mora em Londres e tem uma rotina inalterável: acorda sempre no mesmo horário, faz a barba, toma café da manhã e parte para o Reform Club, onde passa o restante do dia. Lá, Fogg almoça e lê os principais jornais da capital inglesa. À noite, reúne-se com os colegas para a tradicional partida de uíste (jogo de cartas para duas duplas, ancestral do Bridge) e para comentar os assuntos do dia. À meia-noite, pontualmente, volta para casa. E assim se segue até o fatídico dia da aposta.

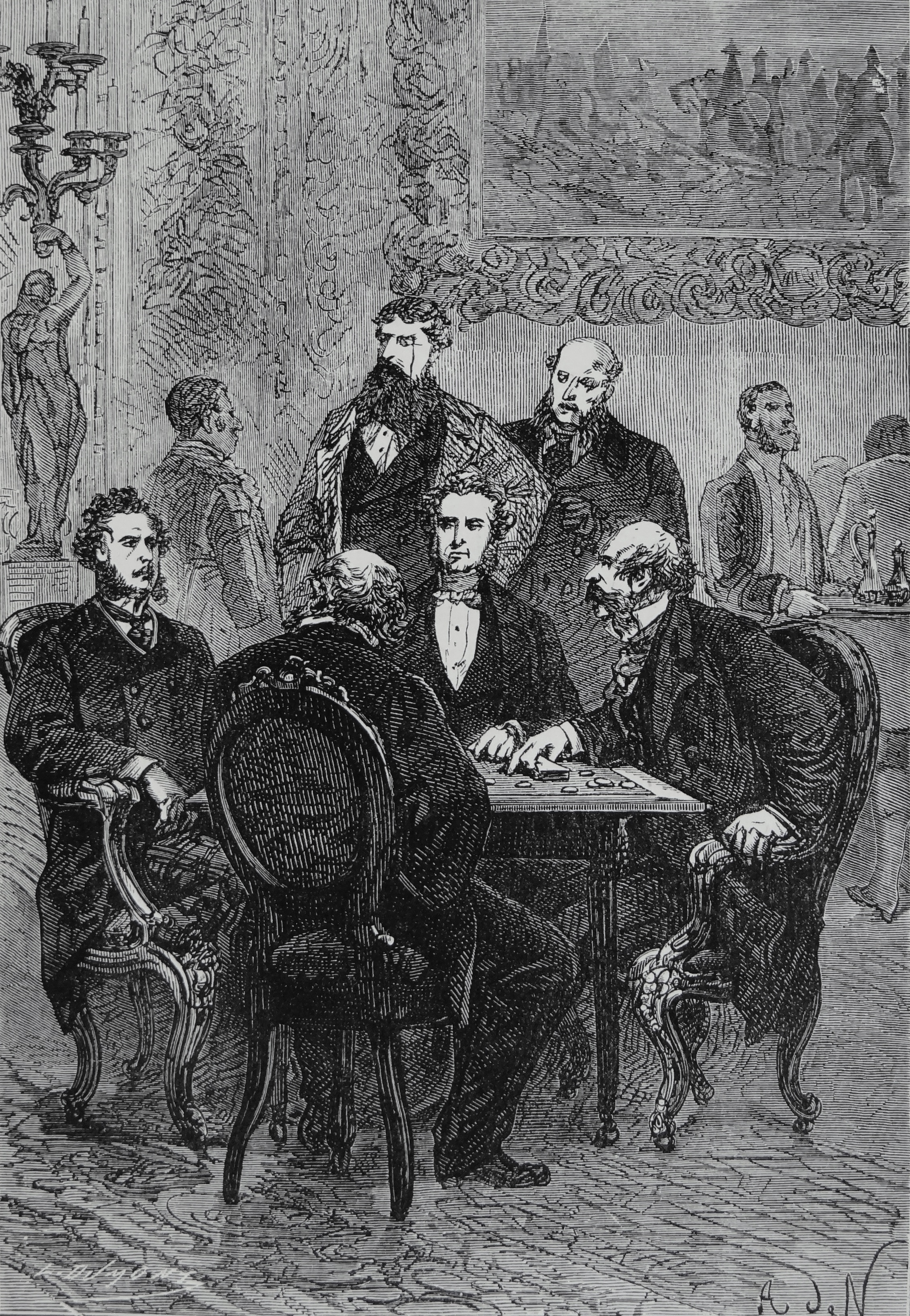
A aposta de Phileas Fogg

Eis que surge um assunto novo: o roubo acontecido no Banco da Inglaterra, dias atrás. O ladrão havia levado 55 mil libras da casa bancária e fugira sem deixar traços. Sentados à mesa, os jogadores especulam a respeito do paradeiro do ladrão. Fogg, até então quieto, comenta que o referido ladrão poderia estar em qualquer lugar, afinal, por causa dos avanços tecnológicos da época, qualquer um seria capaz de dar uma volta ao mundo em apenas 80 dias. Seus colegas dizem que tal façanha seria impossível e que ele não estava levando em conta os imprevistos que a empreitada traria consigo. Fogg permanece firme e, impassível, diz que ele mesmo o faria. Travam então uma aposta de £ 20.000,00 e o destemido cavalheiro decide partir imediatamente. Estaria de volta no dia 21 de Dezembro de 1872.
Partem então ele e seu criado Jean Passepartout, um francês que acabara de ser contratado e, atônito, seguia todas as orientações de seu amo. Pegam um trem para o sul da Europa e, de lá, um vapor para Suez, na África. No seu encalço, entretanto, segue um detective inglês, convicto de que havia sido Fogg quem roubara o banco londrino. O detective Fix segue-os até Suez, possessão inglesa, à espera de um mandado de prisão para Phileas Fogg, a fim de garantir uma recompensa oferecida pela polícia inglesa. O mandado não chega e Fix é obrigado a segui-los até que consiga a ordem de prisão. Fogg e Passepartout pegam outro navio em Suez com destino a Bombaim, cidade na costa oeste da Índia. Fix continua a segui-los de perto, crente de que fora Fogg quem roubara aquele banco.
Já em Bombaim, os dois pegam um trem para Calcutá, na costa leste indiana. Surge um imprevisto, porém: a ferrovia estava inacabada. Tiveram, então, que descer na metade do caminho e improvisar um segundo meio de transporte até chegar ao outro ponto da rede, onde haveria outro trem. Fogg, um homem mais que remediado, compra para si um elefante, e seguem viagem. Um guia é contratado para levá-los selva adentro até alcançarem a outra parte da ferrovia. No caminho, presenciam um estranho ritual nativo que lhes dá calafrios: uma bela mulher era carregada para ser queimada viva junto ao corpo do marido, já morto. Tinham o costume de que, se o marido morresse, a mulher deveria morrer junto. Fogg, incrédulo, não podia acreditar em tal façanha. Como estava algumas horas adiantado no seu intento, decide dar meia volta e resgatar a moça. Passepartout finge que é o cadáver e entra no caixão. Na hora do ritual, levanta de seu leito fúnebre e carrega a donzela nos braços, provocando arrepios nos que assistiam à cerimônia. Assim, eles resgatam a moça, Aouda, e conseguem fugir.

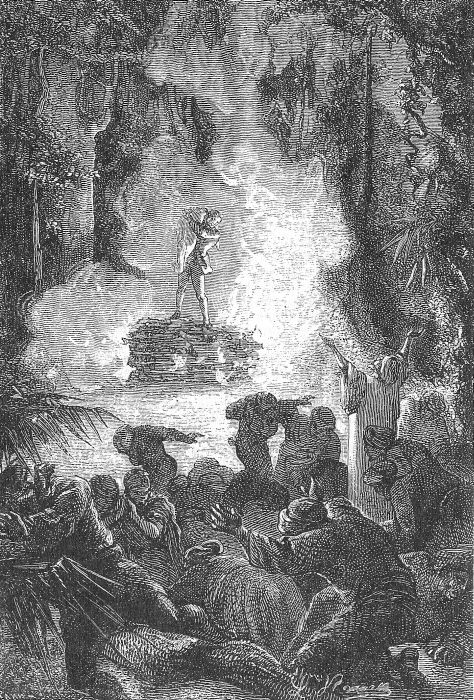
Passepartout salva Aouda

Chegam por fim a Calcutá, junto com Aouda, que tem os mesmos hábitos ingleses que Fogg e lhes jura a mais eterna gratidão. De lá partem para Hong Kong em um navio, ainda seguidos por Fix, ansioso por pegá-los. Em Hong Kong, Fix leva Passepartout a um bar da cidade e decide contar a razão de os estar seguindo. Conta também que está tramando atrasar a viagem deles para que o mandado de prisão finalmente chegue e ele consiga prender Fogg. Passepartout, fiel ao seu patrão, não acredita em uma só palavra do detective e Fix deixa o pobre francês embriagado. Fogg acaba por perder o navio que os levaria a Yokohama, no Japão. Passepartout, desorientado, embarca para Yokohama, mas deixando seu amo para trás. O cavalheiro não se faz de vencido e aluga um barco para levar a senhorita Aouda, Fix (o qual pensa ser um amigo) e ele para o porto de Xangai, na China. Lá, conseguem pegar um outro navio para Yokohama.
Passepartout, faminto e derrotado, passa a trabalhar em um circo de Yokohama, que depois iria para os EUA. Seu objetivo era terminar a viagem para seu amo. Por acaso, Fogg assiste ao espetáculo de que Passepartout participava. Felizes por se reencontrarem, continuam a viagem. Pegam outro navio e seguem para São Francisco, Estados Unidos.
Em território estadunidense, já não há como o detetive prender Fogg, uma vez que se encontram fora de área sob jurisdição inglesa, e portanto Passepartout permite que este continue a viagem com os três, sem contar nada a seu amo. Em São Francisco os quatro pegam um trem para Nova Iorque, na recém-inaugurada ferrovia que corta os EUA de oeste a leste. No meio do caminho um bando de índios Sioux ataca o trem e leva Passepartout como refém. Seu dedicado amo não pensa duas vezes ao ir resgatá-lo e prosseguir viagem. Chegam atrasados a Nova Iorque, tendo perdido o navio que partira de lá para Liverpool, mas Fogg consegue alugar outro navio que os levaria até a costa inglesa. Quando chegam ao Reino Unido, ainda em tempo de Fogg ganhar a aposta, Fix consegue prendê-lo.

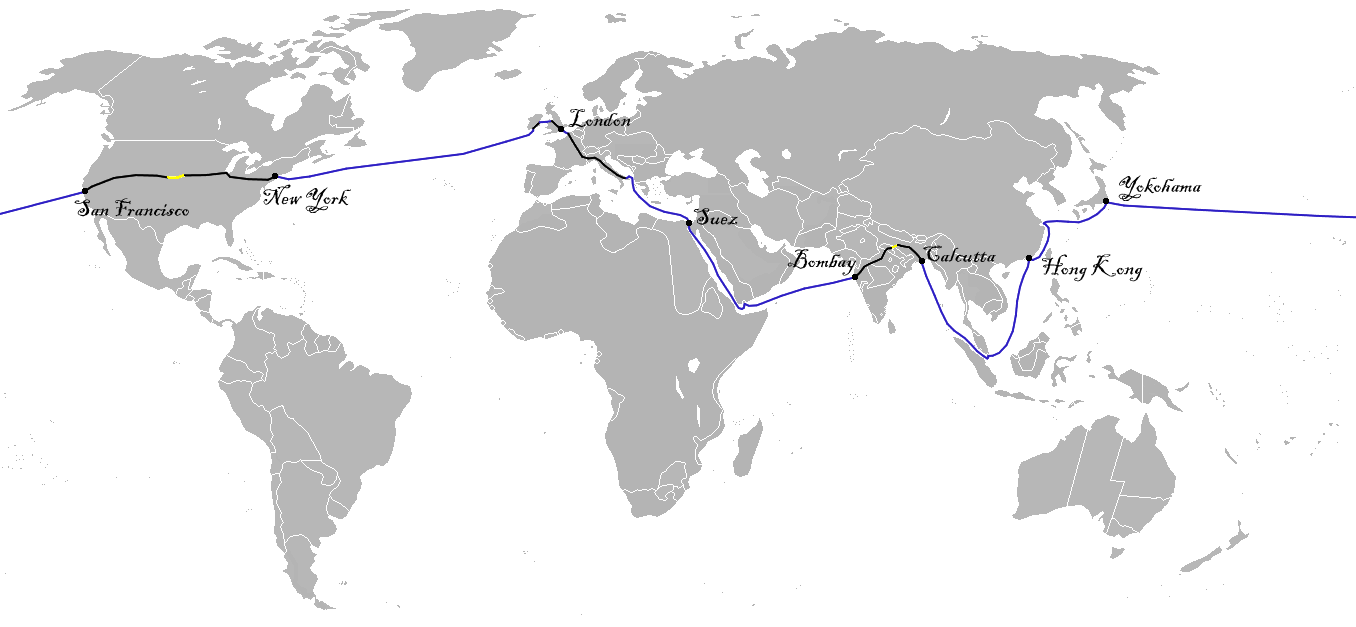
O trajeto

Descobre-se, entretanto, que o verdadeiro ladrão já havia sido preso há três dias, e após algumas horas Fogg é solto. Partem em correria os três, Fogg, Passepartout e Aouda, para Londres, mas chegam cinco minutos atrasados e nem passam pela frente do clube. Fogg, no outro dia, profundamente abatido, vai conversar com Aouda, e ela acaba pedindo-o em casamento. Passepartout vai correndo para a igreja marcar a cerimônia para o dia seguinte. Ao chegar lá, percebe que, ao contornar o mundo indo sempre para leste, Fogg ganhara um dia de vantagem, o que não havia notado. Ainda havia tempo para ganhar a aposta! Seus colegas o esperavam no salão no Clube reformador no horário combinado, quando Phileas Fogg chega.